# Alexander Hausch
Alexander Fjodorovitj Hausch, född 1873 i Sankt Petersburg i Kejsardömet Ryssland, död 1947 i Simferopol i Ryska SFSR,  Sovjetunionen var en rysk målare.

## Biografi
Aleksander Hausch var son till den tyske köpmannen Viktor Karl Theodor Hausch (1845–1929) och baronessan Mathilde Amalie Luise von Hauff (1846–1907). Han utbildade sig på den Reformerade kyrkskolan i Sankt Petersburg 1885–1889, Konstfrämjandets teckningsskola 1889–1893 för Pavel Chistyakov (1832–1911), för Archip Kuindzji och Alexander Kiselyov (1838–1911) på Kejserliga konstakademin i Sankt Petersburg 1893–1899, samt två månader på Académie Julian i Paris 1895. 
Han var kurator på Gamla Petersburgs museum 1907–1920. År 1924 flyttade han till Krim och undervisade på Sevastopols tekningsskola 1924–1928, Odessas Konstinstitut 1928–1934 och Odessas Konstskola 1934–1938. Under andra världskriget utvisades han till Österrike 1943 och återvände 1946.
Han var gift med Lyubov Milioti.